# Dzungaria

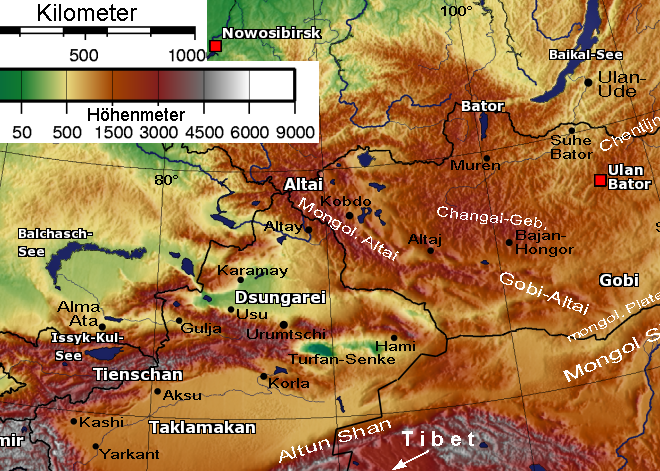
Dzungaria và bồn địa Tarim (Taklamakan) chia tách bởi dãy núi Thiên Sơn

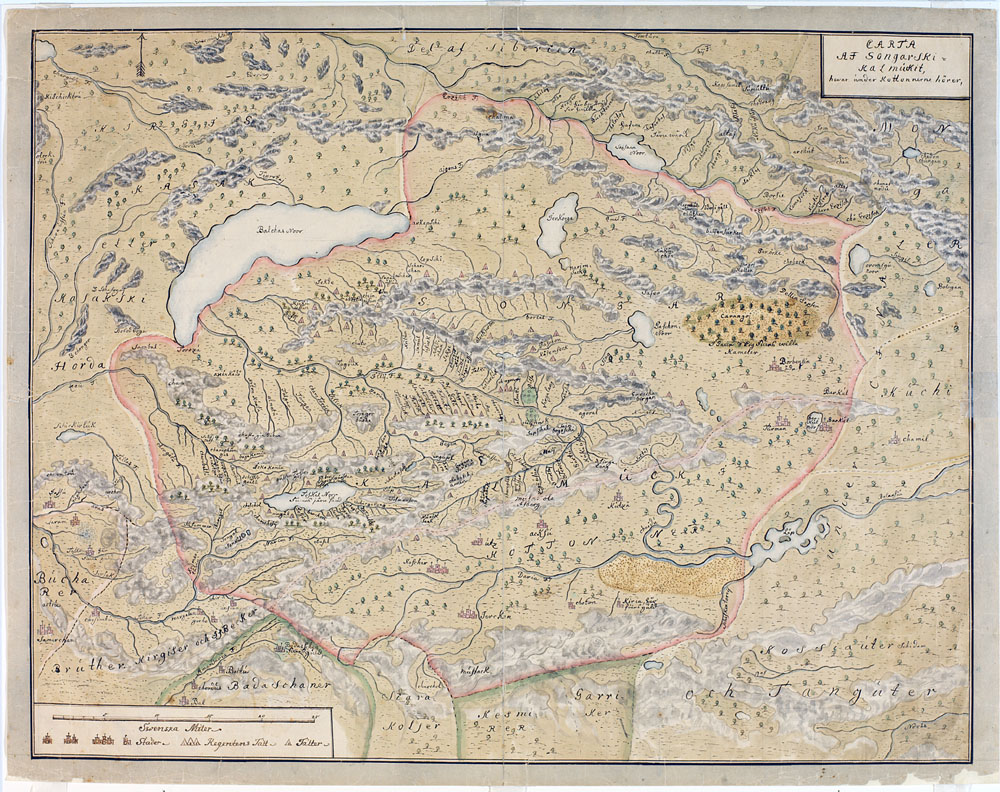
Bản đồ của Johan Gustaf Renat, khoảng năm 1744

Dzungaria (tiếng Mông Cổ: Züüngar; chữ Mông Cổ Kirin: Зүүнгар; Văn tự Mông Cổ cổ: ᠋᠋᠋ᠬᠠᠯᠬ ᠎ᠠ; tiếng Uyghur: جوڭغار, đã Latinh hoá: Jongghar, giản thể: 准噶尔; phồn thể: 準噶爾; Hán-Việt: Chuẩn Cát Nhĩ; bính âm: Zhǔngá'ěr, tiếng Nga: Джунгария, đã Latinh hoá: Dzhungariya) cũng viết là Zungaria, là một vùng địa lý ở phía tây bắc Trung Quốc, tương ứng với nửa phía bắc của Tân Cương. Diện tích khoảng 777.000 km², hầu như nằm trong Tân Cương và kéo dài đến miền tây Mông Cổ và đông Kazakhstan. Trước đây thuật ngữ này có thể bao gồm một khu vực rộng hơn, phụ thuộc vào các biên giới chính trị tạm thời.
Phần lõi của Dzungaria là bồn địa Dzungaria (cũng gọi là bồn địa Junggar) với sa mạc Gurbantunggut ở trung tâm. Nó giáp Thiên Sơn về phía nam, dãy núi Altai về phía đông bắc và dãy núi Tarbagatai về phía tây bắc. Ba góc khá mở. Góc bắc là thung lũng thượng lưu sông Irtysh. Góc tây là A Lạp Sơn khẩu với tuyến đường sắt khai trương năm 1990. Góc đông dẫn đến Cam Túc và phần còn lại của Trung Quốc. Ở phía nam là một đèo dễ qua dẫn từ Ürümqi đến bồn địa Thổ Lỗ Phan. Ở phía tây nam là dãy núi Borohoro, một nhánh của Thiên Sơn chia bồn địa khỏi thượng lưu sông Illi.
Bồn địa Dzungarian rộng lớn nằm ở Khu tự trị dân tộc Duy Ngô Nhĩ Tân Cương ở tây bắc Trung Quốc. Nó được bao quanh bởi các dãy núi. Bồn địa tọa lạc giữa dãy núi Altai Mông Cổ và Thiên Sơn ở phía nam. Lưu vực là tương tự như bồn địa Tarim lớn hơn ở phía nam của dãy Thiên Sơn. Chỉ có một khoảng cách ở vùng núi phía bắc cho phép các khối không khí ẩm ướt để cung cấp đủ độ ẩm cho các vùng đất lưu vực đủ để duy trì bán sa mạc hơn là trở thành một sa mạc thực sự giống như hầu hết bồn địa Tarim, và cho phép một lớp mỏng của thảm thực vật phát triển. Điều này là đủ để duy trì số lượng lạc đà hoang dã, chuột nhảy, và các loài hoang dã khác.
Bồn địa Dzungaria là một bồn địa có kết cấu với các lớp đá đại Cổ Sinh - thế Pleistocen dày với trữ lượng dầu mỏ ước tính lớn. Sa mạc Gurbantunggut, là sa mạc lớn thứ hai Trung Quốc, là trung tâm của bồn địa.. Hồ Aibi là trung tâm hứng nước của bồn địa. Khí hậu lạnh của Siberi gần đó ảnh hưởng đến khí hậu của bồn địa Dzungaria, làm cho nhiệt độ lạnh hơn, thấp đến -20 °C và cung cấp lượng mưa nhiều hơn, khác nhau, dao động từ 76–250 mm, so với các lưu vực ấm hơn, khô hơn ở phía nam. Dòng chảy từ các ngọn núi xung quanh thành lưu vực cung cấp nước cho các hồ. Các môi trường sống phong phú về sinh thái bao gồm đồng cỏ, vùng đầm lầy, và các con sông. Tuy nhiên hầu hết đất hiện nay được sử dụng cho nông nghiệp.
Nó là một bồn địa chủ yếu là thảo nguyên và bán sa mạc, bao quanh bởi các dãy núi cao: Thiên Sơn (núi cổ Imeon) ở phía nam và dãy núi Altai ở phía bắc. Về mặt địa chất, nó là một phần mở rộng của Khối Kazakhstan đại Cổ Sinh và từng là một phần của một lục địa độc lập trước khi dãy núi Altai được hình thành vào thời kỳ cuối đại Cổ Sinh. Nó không chứa các khoáng chất phổ biến của Kazakhstan và có thể từng là một khối lục địa tồn tại trước khi khối Kazakhstan được tạo ra.
Ürümqi, Yining và Karamai là các thành phố chính, các thị trấn ốc đảo nhỏ rải rác các khu vực khác.